# میدان آزادی (مشهد)
میدان آزادی (فلکه پارک) نام تقاطع ناهمسطحی در منطقه ۱ مشهد است که بزرگراه‌های وکیل آباد، آزادی و کلانتری و همچنین بلوار ملک‌آباد را به یکدیگر پیوند می‌دهد و از محله ملک‌آباد نیز عبور می‌کند. تقاطع سه سطح میدان آزادی شامل پل زیرگذر محل عبور دو باند خودرو و دو ریل قطار شهری، همچنین بخش همسطح به صورت دایره و پل غیر همسطح (هوایی) است.
این میدان به دلیل مجاورت با میدان استقلال، ایستگاه قطارشهری خط ۱ آزادی، دانشکده علوم پزشکی دانشگاه فردوسی و ورودی دانشگاه فردوسی، بوستان ملت ورودی بلوار وکیل آباد، بلوار سجاد، بلوار معلم و پایانه اتوبوسرانی آزادی یکی از پرترددترین تقاطع‌های مشهد را به ارمغان آورده است.